# فینال لیگ کنفرانس اروپا ۲۰۲۲
فینال لیگ کنفرانس اروپا ۲۰۲۲، بازی نهایی از رقابت‌های لیگ کنفرانس اروپا ۲۲–۲۰۲۱، اولین فصل از سطح سوم رقابت‌های فوتبال باشگاهی در اروپا بود که از سوی یوفا سازمان‌دهی و برگزار شد. این بازی به تاریخ ۲۵ مه ۲۰۲۲ با میزبانی ورزشگاه ایر آلبانیا در تیرانای آلبانی میان باشگاه ایتالیایی رم و باشگاه هلندی فاینورد برگزار شد.
قهرمان، سهمیه حضور در مرحله گروهی لیگ اروپا ۲۳–۲۰۲۲ را به دست می‌آورد، مگر آنکه از طریق لیگ داخلی جواز حضور در لیگ اروپا یا لیگ قهرمانان اروپا را کسب کرده باشند.

## ورزشگاه

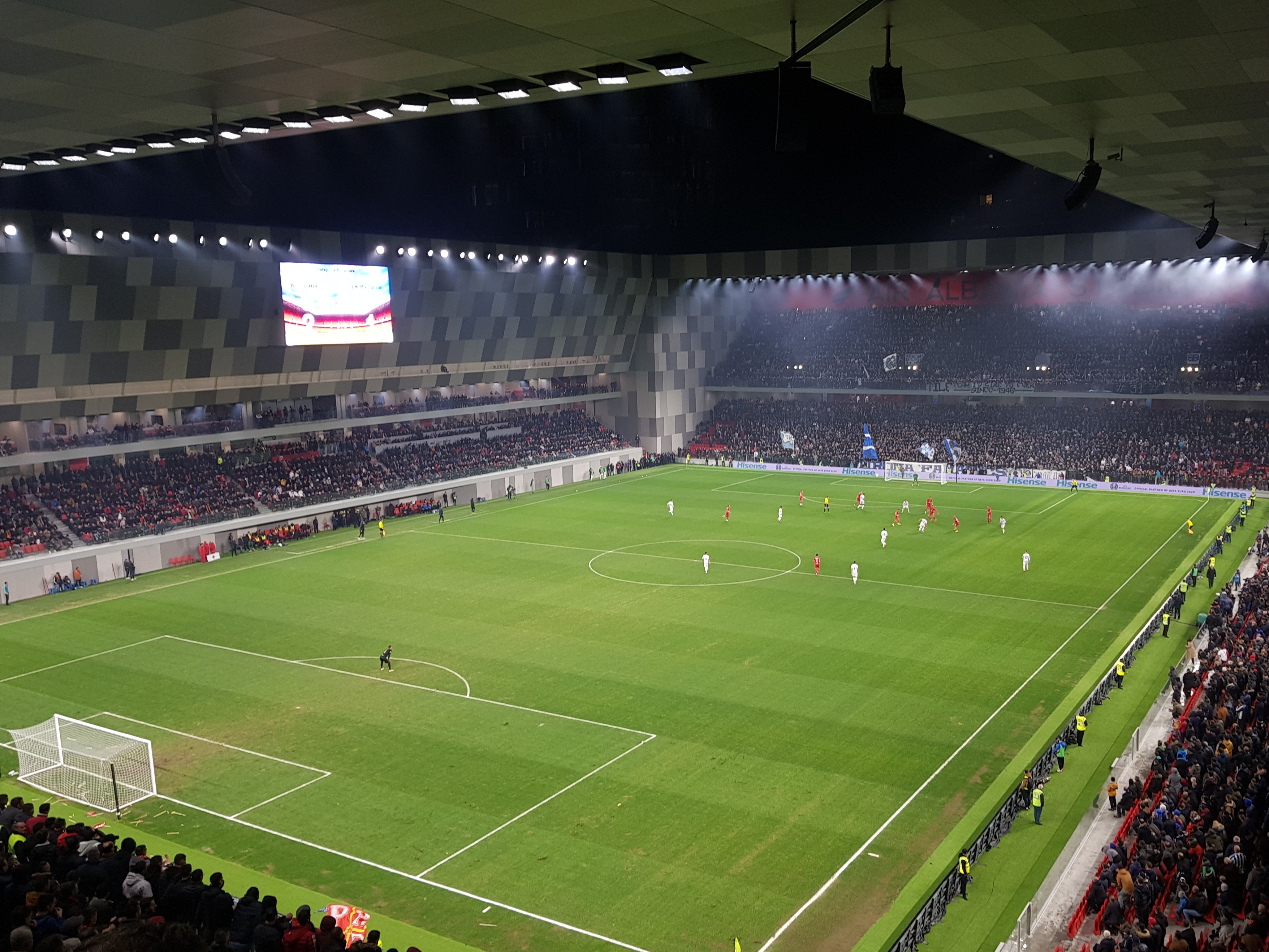
ورزشگاه ایر آلبانیا در تیرانا پذیرای بازی نهایی بود.

این مسابقه اولین فینال مسابقات یوفا بود که در آلبانی برگزار شد. ورزشگاه ۲۱٬۶۹۰ نفری ایر آلبانیا ورزشگاه خانگی تیم تیم ملی فوتبال آلبانی و همچنین باشگاه فوتبال دینامو تیرانا و باشگاه فوتبال پارتیزانی تیرانا است. ساخت این ورزشگاه در سال ۲۰۱۶ آغاز شد و در نوامبر ۲۰۱۹ به پایان رسید. نام این ورزشگاه نیز برای این مسابقه به «ورزشگاه ملی آلبانی» تغییر یافت.

### انتخاب میزبان بازی فینال
فرایند اعلام آمادگی برای انتخاب ورزشگاه‌های فینال‌های لیگ کنفرانس اروپا در سال‌های ۲۰۲۲ و ۲۰۲۳ توسط یوفا صورت گرفت و فدارسیون‌ها تمایل خود را برای برگزاری یکی از این دو فینال تا فوریه ۲۰۲۰ اعلام کردند.
| کشور          | ورزشگاه              | شهر      | ظرفیت  | یادداشت                                                                            |
| ------------- | -------------------- | -------- | ------ | ---------------------------------------------------------------------------------- |
| آلبانی        | ورزشگاه ایر آلبانیا  | تیرانا   | ۲۲٬۵۰۰ | برای سوپر جام اروپا ۲۰۱۹ و ۲۰۲۰ اعلام آمادگی کرد.                                  |
| فرانسه        | ورزشگاه ژوفروا-گیشار | سن-اتین  | ۴۱٬۹۶۵ | میزبان بازی‌های یورو ۱۹۸۴ و ۲۰۱۶, جام جهانی فوتبال ۱۹۹۸, جام کنفدراسیون‌ها ۲۰۰۳ بود. |
| یونان         | ورزشگاه پانکریتیو    | هراکلیون | ۲۶٬۲۴۰ | میزبان بازی‌های فوتبال در بازی‌های المپیک تابستانی ۲۰۰۴ بود.                         |
| مقدونیه شمالی | ورزشگاه فیلیپ دوم    | اسکوپیه  | ۳۳٬۴۶۰ | میزبان سوپر جام اروپا ۲۰۱۷ بود.                                                    |

در طی بازدید که در تاریخ ۳ دسامبر ۲۰۲۰ صورت گرفت، کمیته اجرائی یوفا ورزشگاه ایر آلبانیا را برای میزبانی از بازی فینال برگزید.

## مسیر رسیدن به فینال
یادداشت: در تمام نتایج ذکر شده، نتیجه فینالیست‌ها ابتدا آمده‌است (خ: خانه؛ م: مهمان).
| رتبه | تیم           | بازی | امتیاز |
| ---- | ------------- | ---- | ------ |
| ۱    | آ.اس. رم      | ۶    | ۱۳     |
| ۲    | بوده/گلیمت    | ۶    | ۱۲     |
| ۳    | زوریا لوهانسک | ۶    | ۷      |
| ۴    | زسکا صوفیه    | ۶    | ۱      |

| رتبه | تیم          | بازی | امتیاز |
| ---- | ------------ | ---- | ------ |
| ۱    | فاینورد      | ۶    | ۱۴     |
| ۲    | اسلاویا پراگ | ۶    | ۸      |
| ۳    | یونیون برلین | ۶    | ۷      |
| ۴    | مکابی حیفا   | ۶    | ۴      |

## پیش بازی
قهرمان با قهرمان لیگ اروپا و برنده آن بازی نیز با قهرمان لیگ قهرمانان اروپا بازی می‌کند.

### سفیر
بازیکن سابق تیم ملی آلبانی، لوریک تسانا سفیر بازی فینال است.

## بازی

### جزئیات
| رم                 | ۱—۰   | فاینورد |
| ------------------ | ----- | ------- |
| نیکولو زانیولو ۳۲' | گزارش |         |

| رم | فاینورد |

| GK              | ۱  | روی پاتریسیو         | '۸۴   |     |
| CB              | ۲۳ | جانلوکا مانچینی      |       |     |
| CB              | ۶  | کریس اسمالینگ        |       |     |
| CB              | ۳  | راجر ایبنز           |       |     |
| DM              | ۷۷ | هنریخ مخیتاریان      |       | '۱۷ |
| DM              | ۴  | برایان کریستانته     |       |     |
| RM              | ۲  | ریک کارسدورپ         |       | '۸۹ |
| LM              | ۵۹ | نیکولا زالوسکی       | '۶۶   | '۶۷ |
| AM              | ۲۲ | نیکولو زانیولو       |       | '۶۷ |
| AM              | ۷  | لورنتزو پلگرینی (c)  | '۳۷   |     |
| CF              | ۹  | تامی آبراهام         |       | '۸۹ |
| بازیکنان ذخیره: |    |                      |       |     |
| GK              | ۸۷ | دنیل فوزاتو          |       |     |
| DF              | ۵  | ماتیاس وینیا         |       | '۸۹ |
| DF              | ۱۵ | اینسلی مایتلند نیلز  |       |     |
| DF              | ۲۴ | ماراش کومبولا        |       |     |
| DF              | ۳۷ | لئوناردو اسپیناتزولا | '۹۰+۴ | '۶۷ |
| MF              | ۱۷ | ژردن ورتو            |       | '۶۷ |
| MF              | ۲۷ | سرجیو اولیویرا       |       | '۱۷ |
| MF              | ۵۲ | ادواردو بووه         |       |     |
| FW              | ۱۱ | کارلس پرز            |       |     |
| FW              | ۱۴ | الدار شاه‌مرادوف      |       | '۸۹ |
| FW              | ۶۴ | فلیکس افنا-جیان      |       |     |
| FW              | ۹۲ | استفان الشعراوی      |       |     |
| سرمربی:         |    |                      |       |     |
| ژوزه مورینیو    |    |                      |       |     |

| GK              | ۱  | جاستین بیلو (c)          |     |     |
| RB              | ۳  | Lutsharel Geertruida     |     |     |
| CB              | ۱۸ | Gernot Trauner           | '۲۵ | '۷۴ |
| CB              | ۴  | مارکوس سنسی              |     |     |
| LB              | ۵  | تایرل مالاسیا            |     | '۸۸ |
| CM              | ۲۶ | گوس تیل                  |     | '۵۹ |
| CM              | ۱۷ | Fredrik Aursnes          |     |     |
| CM              | ۱۰ | اورکون کوکجو             |     | '۸۸ |
| RF              | ۱۴ | ریس نلسون                |     | '۷۴ |
| CF              | ۳۳ | Cyriel Dessers           |     |     |
| LF              | ۷  | لوئیس سینیسترا           |     |     |
| بازیکنان ذخیره: |    |                          |     |     |
| GK              | ۱۶ | والنتین کوجوکارو         |     |     |
| GK              | ۲۱ | Ofir Marciano            |     |     |
| GK              | ۳۰ | Thijs Jansen             |     |     |
| DF              | ۲  | Marcus Holmgren Pedersen |     | '۷۴ |
| DF              | ۱۳ | فیلیپ سندلر              |     |     |
| DF              | ۲۵ | Ramon Hendriks           |     |     |
| DF              | ۳۲ | Denzel Hall              |     |     |
| MF              | ۶  | یوریت هندریکس            |     |     |
| MF              | ۲۸ | Jens Toornstra           |     | '۵۹ |
| FW              | ۹  | علیرضا جهانبخش           |     | '۸۸ |
| FW              | ۱۱ | Bryan Linssen            |     | '۷۴ |
| FW              | ۲۳ | Patrik Wålemark          |     | '۸۸ |
| سرمربی:         |    |                          |     |     |
| آرنه اشلوت      |    |                          |     |     |

| بهترین بازیکن زمین: کریس اسمالینگ (رم) کمک داور: Vasile Marinescu (رومانی) Ovidiu Artene (رومانی) داور چهارم: Sandro Schärer (سوئیس) کمک داور ویدئویی: Marco Fritz (آلمان) دستیار کمک داور ویدئویی: کریستین دینگرت (آلمان) کمک داور ویدئویی آفساید: باستیان دانکرت (آلمان) | قوانین بازی - ۹۰ دقیقه وقت معمول - ۳۰ دقیقه وقت اضافه در صورت لزوم - ضربات پنالتی در صورت تداوم تساوی - ۱۲ بازیکن ذخیره - امکان حداکثر پنج تعویض، با تعویض ششم در وقت‌های اضافه |

### آمار
| آمار          | رم  | فاینورد |
| ------------- | --- | ------- |
| گل زده        | ۱   | ۰       |
| تعداد شوت     | ۲   | ۵       |
| شوت در چارچوب | ۱   | ۲       |
| دفع توپ       | ۲   | ۰       |
| مالکیت توپ    | ۴۱٪ | ۵۹٪     |
| ضربات کرنر    | ۲   | ۱       |
| تعداد خطا     | ۳   | ۸       |
| آفساید        | ۱   | ۰       |
| کارت زرد      | ۱   | ۱       |
| کارت قرمز     | ۰   | ۰       |

| آمار          | رم  | فاینورد |
| ------------- | --- | ------- |
| گل زده        | ۰   | ۰       |
| تعداد شوت     | ۶   | ۷       |
| شوت در چارچوب | ۲   | ۳       |
| دفع توپ       | ۳   | ۲       |
| مالکیت توپ    | ۳۱٪ | ۶۹٪     |
| ضربات کرنر    | ۲   | ۵       |
| تعداد خطا     | ۵   | ۱۰      |
| آفساید        | ۰   | ۰       |
| کارت زرد      | ۳   | ۰       |
| کارت قرمز     | ۰   | ۰       |

| آمار          | رم  | فاینورد |
| ------------- | --- | ------- |
| گل زده        | ۱   | ۰       |
| تعداد شوت     | ۸   | ۱۲      |
| شوت در چارچوب | ۳   | ۵       |
| دفع توپ       | ۵   | ۲       |
| مالکیت توپ    | ۳۶٪ | ۶۴٪     |
| ضربات کرنر    | ۴   | ۶       |
| تعداد خطا     | ۸   | ۱۸      |
| آفساید        | ۱   | ۰       |
| کارت زرد      | ۴   | ۱       |
| کارت قرمز     | ۰   | ۰       |